# 李劳庄
李劳庄村（李劳庄），是中华人民共和国河南省新乡市卫辉市后河镇下辖的一个村级行政单位，位于河南省新乡市卫辉市区东六里地，距离省道101一公里处，全村1500口人，成长方形街区分布，按照地域分为八个小组，有耕地2000多亩，村内姓氏以任、何姓为多，其它姓氏有崔、姚、李、王等，村庄经济来源是农业外加除外务工，务工地点多北京、山西等。

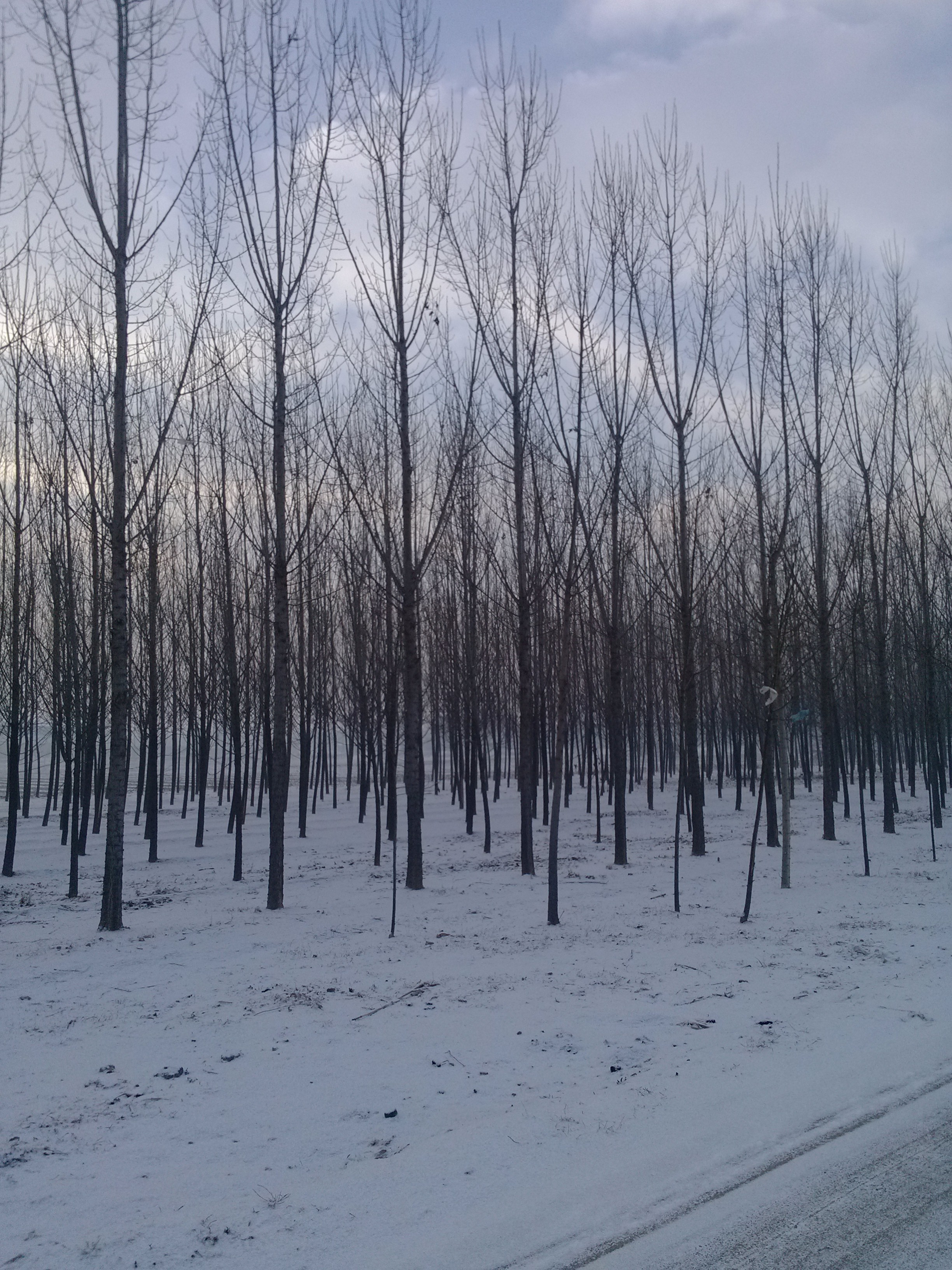
李劳庄村景色一观

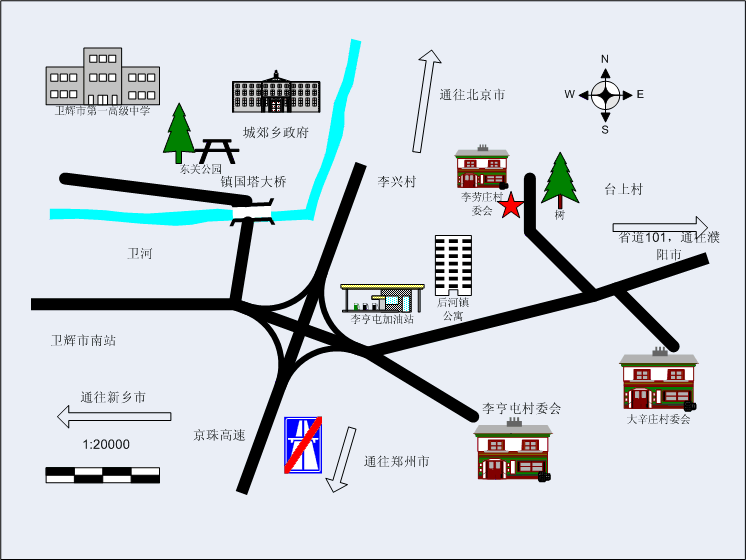
李劳庄地理位置示意图

| 村民年收入 | 人民币 | 单位 |
| ---------- | ------ | ---- |
| 1950年代   | 欠奉   | 元   |
| 1960年代   | 40     | 元   |
| 1970年代   | 100    | 元   |
| 1980年代   | 300    | 元   |
| 1990 年代  | 2000   | 元   |
| 2000 年代  | 6000   | 元   |
| 2010年代   | 1万    | 元   |
| 2015年后   | 2.0万  | 元   |

## 经济
村里以粮食农业为主，经济作物为辅，农业产量比较高，旱涝保收。在20世纪80年代之前村中多手工业经营，比如豆腐、凉粉等作业，现在随着工业化进程增快，小手工业日益萎缩，但是近年出现了个体户企业。农业符合华北地区的一年两熟标准，一般阳历10月份（寒露时节）左右耕种小麦，小麦成熟期是8个月，次年一般是6月份（芒种节气）收割小麦，接着种植玉米，到10月份收割玉米。除了种植小麦、玉米外还有的粮食作物如大豆，经济作物如花生，油菜等。但是近年来随着经济的增长和第三产业的发展，将农业作为主要收入的用户在逐年减少，农业在村民中的收入比例逐年降低；蔬菜类型夏天有黄瓜、西红柿、豆角、茄子、南瓜、丝瓜等，冬季比较单一一般是萝卜、白菜；近年又随着耕地的减少蔬菜种植的人数也在减少；果类有农户经营苹果、葡萄、梨树、桃子等。

## 政治
村委会选举三年一届的选举制度。选举规则符合国家乡镇村庄的法则，由候选人演讲竟选，村民自愿填写选票进行投票，上级单位会排警察来监督选举的程序。一般在村里主街道会写上上级政治的热门制度和精神以备村民学习了解。

## 文化
偶尔村民开展些适当的文化娱乐活动。典型的文化活动有庙会，庙会中纪念雨神、谷神等以求风调雨顺，纪念现场在村子北端的神庙里，仪式举行是会有全村热心者组成几十人的团体敲锣打鼓以示喧闹，然后会集体跪拜庙主；逢年过节村里的腰鼓队会在村里巡回演出以丰富大家的生活。另外村中教育较1980年代有退步，以前村中有初中、小学，现在收到人口影响和师资力量的影响初中和小学都撤销了，但是村中在校小学、初中、高中、大学、研究生的人数近年来增加不少，据统计自1990年以来读过大学的人数已有100人，研究生的已有20人，村民的文化氛围在慢慢成长。

## 休闲
村民在闲暇时间喜欢打麻将、斗地主等活动。特别是在冬天没有工作做的时候，常常聚在一起打麻将或者斗地主打发时间，但是偶然也有赌博行为发生，被上级命令禁止和警告过。另外村民大部分都喜欢饮酒，特别是白酒，吃饭时都有喝些的习惯，特别是冬天冷的时候，更有亲朋好友聚会一起喝酒的爱好。